# José Flores (calciatore)
José Flores (28 giugno 1967) è un ex calciatore venezuelano, di ruolo difensore.